# Festival international du film fantastique de Neuchâtel 2015
 (août 2023).
Si vous disposez d'ouvrages ou d'articles de référence ou si vous connaissez des sites web de qualité traitant du thème abordé ici, merci de compléter l'article en donnant les références utiles à sa vérifiabilité et en les liant à la section « Notes et références ».
L'édition 2015 s'est déroulée du 3 au 11 juillet. Elle a accueilli comme invités d'honneurs l'écrivain Michael Moorcock et le réalisateur, scénariste et créateur de la série X-Files, Chris Carter. L'édition 2015 a vu aussi la réapparition des projections Open Air pour la diffusion des films plus grand public de la rétrospective Guilty Pleasures.
Cette année, le Jury International a la particularité d'être exclusivement féminin.
Lieux : Théâtre du Passage 1, Temple du bas, Arcades, Bio, Open Air aux Jeunes-Rives

## Jurys et invités

### Le jury international
- Sabrina Baracetti, directrice Udine Far East Festival  Italie
- Axelle Carolyn, réalisatrice  Belgique
- Julie Bergeron, Marché du film Cannes  France
- Zoë Bell, actrice/cascadeuse  États-Unis
- Sylvie Fleury, artiste  Suisse

### Le jury Méliès
- Russell Mulcahy, réalisateur  Australie
- Cyril Despontin, directeur du Paris International Fantastic Film Festival  France
- Fabrice Lambot, producteur  France

### Le jury Imaging the future
- John Howe,illustrateur et production designer  Canada/ Suisse
- Paddy Eason, superviseur DFX  Royaume-Uni
- Lorenz Merz, chef opérateur  Suisse

### Invités d'honneur
- Michael Moorcock, écrivain  Royaume-Uni
- Chris Carter, scénariste/réalisateur  États-Unis

## Sélection

### Longs métrages

#### International competition
- Ava's Possessions (2016) de Jordan Galland ( États-Unis)
- Bridgend (2015) de Jeppe Rønde ( Danemark)
- Crumbs (2015) de Miguel Llansò ( Éthiopie)
- Emelie (2015) de Michael Thelin ( États-Unis)
- Gaz de France (2015) de Benoît Forgeard ( France)
- Green Room (2015) de Jeremy Saulnier ( États-Unis)
- Homesick (2015) de Jakob Erwa ( Allemagne)
- Lovemilla (2015) de Teemu Nikki ( Finlande)
- Polder (2015) de Julian M Grünthal, Samuel Schwarz ( Suisse)
- Scherzo Diabolico (2015) de Adrián García Bogliano ( Mexique)
- Spring (2014) de Justin Benson, Aaron Moorhead ( États-Unis)
- The Corpse of Anna Fritz (El cadáver de Anna Fritz, 2015) de Hèctor Hernández Vicens ( Espagne)
- The Invitation (2015) de Karyn Kusama ( États-Unis)
- Turbo Kid (2015) de François Simard, Anouk Whissell, Yohann-Karl Whissell ( Canada)

#### New cinema from Asia
- Black & White : Dawn of Justice de Tsai Yueh-hsun ( Taïwan)
- Full Strike de Henri Wong, Derek Kwok ( Hong Kong)
- Hollow (en) de Ham Tran ( Viêt Nam)
- New Shorts from Asia de Multiples
- Office de Hong Won-chan ( Corée du Sud)
- On the White Planet de Hur Bum-wook ( Corée du Sud)
- Strayer's Chronicle de Takahisa Zeze ( Japon)
- Nowhere Girl de Mamoru Oshii ( Japon)
- Yakuza Apocalypse de Takashi Miike ( Japon)

#### Cérémonies
- Helvetia Show de Antoine Tinguely, Laurent Fauchère ( Suisse)
- Renaissances de Tarsem Singh ( États-Unis)

#### Films of the third kind
- Un enfant dans la tête de Anders Morgenthaler ( Allemagne)
- Liza, The Fox-Fairy de Károly Ujj Mészáros ( Hongrie)
- Love de Gaspar Noé ( France)
- Maggie de Henry Hobson ( États-Unis)
- La isla mínima de Alberto Rodriguez ( Espagne)
- Men and Chicken de Anders Thomas Jensen ( Danemark)
- Robot Overlords de Jon Wright ( Royaume-Uni)
- Slow West de John Maclean ( Royaume-Uni)
- Tale of Tales de Matteo Garrone ( Italie)
- The Falling de Carol Morley ( Royaume-Uni)
- The Voices de Marjane Satrapi ( États-Unis)
- Todos están muertos de Beatriz Sanchis ( Mexique)

#### Ultra movies
- Contracted: Phase II de Josh Forbes ( États-Unis)
- Deathgasm de Jason Lei Howden ( Nouvelle-Zélande)
- Der Bunker de Nikias Chryssos ( Allemagne)
- Excess Flesh de Patrick Kennelhy ( États-Unis)
- Hard to Get de Zee Ntuli ( Afrique du Sud)
- Pos Eso de Sam ( Espagne)
- Some Kind of Hate de Adam Egypt Mortimer ( États-Unis)
- Stung de Benni Diez ( Allemagne)
- True Love Ways de Mathieu Seiler ( Allemagne)
- We Are Still Here de Ted Geoghegan ( États-Unis)

#### Histoires du genre
- Chuck Norris Vs. Communism de Ilinca Calugareanu ( Royaume-Uni)
- Dark Star: HR Giger Welt de Belinda Sallin ( Suisse)
- Garuda Power: The Spirit Within de Bastian Meiresonne ( France)
- Instintobrass de Missimiliano Zanin ( Italie)
- Lost Soul de Davi Gregory ( États-Unis)
- The Kingdom of Dreams and Madness de Sunada Mami ( Japon)

#### Carte blanche à une personnalité suisse
- Spider de David Cronenberg ( Canada)
- Stalker de Andreï Tarkovski ( Russie)

#### Carte blanche à Michael Moorcock
- Dark City de Alex Proyas ( États-Unis)
- John Carter de Andrew Stanton ( États-Unis)
- Kiss Me Deadly de Robert Aldrich ( États-Unis)

#### Special Screenings
- Tim & Leon de André Kuenzi ( Suisse)

#### Guilty Pleasures
- Barbarella (1968) de Roger Vadim ( France)
- Le Flic de Beverly Hills (Beverly Hills Cop, 1984) de Martin Brest ( États-Unis)
- Blacula (1972) de William Crane ( États-Unis)
- 5 femmes à abattre (Caged Heath, 1974) de Jonathan Demme ( États-Unis)
- Coonskin (1975) de Ralph Bakshi ( États-Unis)
- Das Miss Massaker (2012)  de Michael Steiner ( Suisse)
- Flesh Gordon (1974) de Mihael Benveniste, Howard Ziehm ( États-Unis)
- Footloose (1984) de Herbert Ross ( États-Unis)
- Greta, la tortionnaire (Greta - Haus ohne Männer, 1977) de Jess Franco ( Suisse)
- Œil pour œil (I spit on Your Grave, 1978) de Meir Zarchi ( États-Unis)
- Ich - Eine Groupie (1970)  de Erwin C. Dietrich ( Allemagne)
- Il grande Racket (1976) de Enzo Castellari ( Italie)
- Les Dents de la mer (Jaws, 1975) de Steven Spielberg ( États-Unis)
- La Bête (1975) de Walerian Borowczyk ( France)
- Juke Box (Eskimo Limon, 1978) de Boaz Davidson ( Israël)
- Lifeforce (1985) de Tobe Hooper ( Royaume-Uni)
- Long Weekend (1978) de Colin Eggleston ( Australie)
- La Guerre des gangs (Luca il contrabbandiere, 1980) de Lucio Fulci ( Italie)
- Mad Dog Morgan (1976) de Philippe Mora ( Australie)
- Mad Max 2 (1981) de George Miller ( Australie)
- L'Ange de la vengeance (Ms.45, 1981) de Abel Ferrara ( États-Unis)
- Il était une fois en Amérique (Once Upon a Time in America, 1984) de Sergio Leone ( Italie)
- Razorback (1984) de Russell Mulcahy ( Australie)
- Salon Kitty (Salon Kitty, 1976) de Tinto Brass ( Italie)
- Le Couvent de la bête sacrée (Seijû gakuen, 1974) de Norifumi Suzuki ( Japon)
- Spermula (1976) de Charles Matton ( France)
- Les Chiens de paille (Straw Dogs, 1971) de Sam Peckinpah ( États-Unis)
- Sweet Sweetback's Baadasssss Song (1971) de Melvin Van Peebles ( États-Unis)
- Les Diables  (The Devils, 1971) de Ken Russell ( Royaume-Uni)
- Karaté Kid (The Karaté Kid, 1984) de John G. Avildsen ( États-Unis)
- La Légende des sept vampires d'or  (The Legend of the 7 Golden Vampires, 1974) de Roy Ward Baker, Chang Cheh ( Royaume-Uni)
- Les Seigneurs (The Wanderers, 1979) de Philip Kaufman ( États-Unis)
- Les Guerriers de la nuit (The Warriors, 1979) de Walter Hill ( États-Unis)
- La Fureur du dragon (Meng long guo jiang, 1972) de Bruce Lee ( Hong Kong)
- Crime à froid (Thriller - en grym film, 1973) de Bo Arne Vibenius ( Suède)
- Réveil dans la terreur (Wake in Fright, 1971) de Ted Kotcheff ( Australie)
- Week-end (1967) de Jean-Luc Godard ( Suisse)

#### Tribute to Chris Carter
- Millenium: Selected Episodes de Multiples ( États-Unis)
- The X-Files: Slected Episodes de Multiples ( États-Unis)
- The X-Files, le film de Rob Bowman ( États-Unis)
- X-Files : Régénération de Chris Carter ( États-Unis)

#### Tribute to Russel Mulcahy
- Highlander de Russell Mulcahy ( Royaume-Uni)
- Resident Evil : Extinction de Russell Mulcahy ( États-Unis)

#### Tribute to Sono Sion
- Strange Circus de Sono Sion ( Japon)
- Tokyo Tribe de Sono Sion ( Japon)
- Why Don't You Play in Hell de Sono Sion ( Japon)

### Courts-métrages

#### Swiss Shorts
- Clones de Rafael Bolliger ( Suisse)
- Les anciens l'appelaient Chaos de Matthieu Moerlen ( Suisse)
- Subotika - Land of Wonders de Peter Volkart ( Suisse)
- Es war Finster Und Merkwürdig Still de Mirella Brunold, Nina Calderone ( Suisse)
- Parasit de Diego Hauenstein ( Suisse)
- Replika de Luc Walpoth ( Suisse)
- A Trunk Full Of Carrots de Peter Zwierko, Felix Tanner, Daniel Gremli, Simon Keller ( Suisse)
- Super Grand de Marjolaine Perreten ( Suisse)

#### International Shorts
- Dive de Matthew Saville ( Nouvelle-Zélande)
- Ghost I Don't Remember de Jonas Trukanas ( Lituanie)
- Triptyque de Camille Mikolajczak ( Belgique)
- Aún Hay Tiempo de Albert Pintó ( Espagne)
- Dead Hearts de Stephen W. Martin ( Canada)
- Juliet de Marc-Henri Boulier ( France)
- Polaroïd de Lars Klevberg ( Norvège)

## NIFFF Invasion

### Exposition
- Drew Struzan

### Jeux
- Jeux d'arcades
- Panic Room Experience

### Musique
- Dirty Karaoke Contest

### Lanterne Magique
- Dark Crystal de Frank Oz, Jim Henson ( États-Unis)

## Palmarès
| Prix                                                                      | Attribué à                                                             | Pays       |
| ------------------------------------------------------------------------- | ---------------------------------------------------------------------- | ---------- |
| Prix H. R. Giger Narcisse du meilleur film                                | Green Room de Jeremy Saulnier                                          | États-Unis |
| Prix RTS du public                                                        | Green Room de Jeremy Saulnier                                          | États-Unis |
| Méliès d'argent du meilleur long métrage européen                         | Men and Chicken de Anders Thomas Jensen                                | Danemark   |
| Prix Imaging The Future meilleur production design"                       | Crumbs de Miguel Llansò                                                | Éthiopie   |
| Prix du jury de la critique internationale                                | The Invitation de Karyn Kusama                                         | États-Unis |
| Prix du meilleur film asiatique                                           | Full Strike de Henri Wong, Derek Kwok                                  | Hong Kong  |
| Prix de la Jeunesse Denis-de-Rougemont                                    | Green Room de Jeremy Saulnier                                          | États-Unis |
| SSA/Suissimage Prix H. R. Giger Narcisse du meilleur court métrage suisse | Es war Finster Und Merkwürdig Still de Mirella Brunold, Nina Calderone | Suisse     |
| Prix Taurus Studio à l'innovation                                         | Parasit de Diego Hauenstein                                            | Suisse     |
| Nomination pour le Méliès d'Or du meilleur court métrage européen         | Es war Finster Und Merkwürdig Still de Mirella Brunold, Nina Calderone | Suisse     |